# My Generation (노래)
〈My Generation〉은 영국의 록 밴드 더 후의 곡이다. 이 곡은 《롤링 스톤》이 "역사상 가장 위대한 노래 500곡"에 11번째, VH1의 "로큰롤의 100곡"에 13번째 이름을 올렸다. 또한 로큰롤 명예의 전당 500곡의 일부분으로 로큰롤을 형상화했으며, 그래미 명예의 전당에 "역사적, 예술적, 의미심장한" 가치를 부여받고 있다. 2009년에 VH1이 선정한 37번째 위대한 하드 록 곡으로 선정되었다.
이 곡은 "10대라는 불안감을 잠재웠다"고 전해져 "모드 역문화에 대한 노드"라는 특징이 있다.
이 곡은 1965년 10월 29일 싱글로 발매되어 영국 2위, 본국에서 가장 높은 차트 1위, 미국에서 74위에 올랐다. 〈My Generation〉은 또한 더 후의 1965년 데뷔 음반 《My Generation》 (미국에서 《The Who Singes My Generation》)에 수록했고 라이브 음반 《Live at Leeds》 (1970년)에 크게 확장된 형태로 수록했다.

## 같이 보기
- 1960년대 반문화